# Долубово-Виремби
Долубово-Виремби (пол. Dołubowo-Wyręby) — село в Польщі, у гміні Городиськ Сім'ятицького повіту Підляського воєводства.
Населення — 26 осіб (2011).
У 1975-1998 роках село належало до Білостоцького воєводства.

## Демографія
Демографічна структура станом на 31 березня 2011 року:
|          | Загалом | Допрацездатний вік | Працездатний вік | Постпрацездатний вік |
| -------- | ------- | ------------------ | ---------------- | -------------------- |
| Чоловіки | 14      | 3                  | 7                | 4                    |
| Жінки    | 12      | 1                  | 8                | 3                    |
| Разом    | 26      | 4                  | 15               | 7                    |